# Georg Burmester
Pour les articles homonymes, voir Burmester.
Georg Burmester (né le 4 décembre 1864 à Barmen, mort le 30 juin 1936 à Möltenort) est un peintre allemand.

## Biographie
Georg Burmester est le fils d'un directeur de gymnasium. Il étudie de 1881 à 1883 à l'académie des beaux-arts de Düsseldorf auprès de Heinrich Lauenstein et Hugo Crola et de 1883 à 1889 à l'académie des beaux-arts de Karlsruhe auprès de Gustav Schönleber. Il fait un voyage d'études en 1886 puis son service militaire de 1887 à 1888. Il s'installe à Kiel en 1889 puis Möltenort en 1895. Il fait des voyages en Norvège et à Copenhague. En 1907, il obtient une bourse pour la villa Romana à Florence. De 1912 à 1930, il est professeur à l'école des beaux-arts de Cassel. Après 1930, Burmester revient à Möltenort.